# Daviesia mesophylla
Daviesia mesophylla är en ärtväxtart som beskrevs av Alfred James Ewart. Daviesia mesophylla ingår i släktet Daviesia, och familjen ärtväxter. Inga underarter finns listade i Catalogue of Life.